# 尼敦·高爾
尼敦高爾（Nathan Coe，1984年6月1日—），是一名澳洲職業足球員，司職門將，現效力澳職球會墨爾本勝利。他早年曾在歐洲穩食，效力過國米和PSV等大球會，之後曾在丹麥聯賽打滾，效力過數支丹麥球會。
2012年加盟自今而穩佔正選之位，首次上陣是第4輪對紐卡素噴射機，但以1:2落敗，他被希斯基連入兩球。